# Eslàlom (piragüisme)
L'eslàlom és una disciplina del piragüisme que consisteix a completar un recorregut en aigües braves normalment en rius naturals o en canals artificials.

## Descripció
El recorregut s'ha de fer travessant unes portes o pals sostinguts els quals van enumerats correlativament i poden ser de color verd (en direcció al corrent) o vermells (en contra del corrent). Aquest recorregut s'ha de realitzar amb el menor temps possible i hi ha unes penalitzacions a tenir en compte: si es toca un pal de la porta, s'ha de sumar al temps total 2 segons; si l'esportista se salta una porta, al temps total se li suma 50 segons.
En aquesta disciplina els homes competeixen en caiac (K-1 H) o en canoa monoplaça o biplaça (C-1 H, C-2 H), les dones tan sols ho fan en caiac (K-1 D). Això és una qüestió de constitució corporal de les dones, a les quals no es recomana la realització de la canoa. També es fan competicions per equips, anomenades Patrulles. Són equips de tres esportistes (poden ser mixtes) els quals han de realitzar el recorregut amb les mateixes normes que en l'individual amb algunes excepcions.

## Olimpisme
Les curses d'eslàlom de canoa van començar a Suïssa el 1933, inicialment en un curs d'aigua plana. El 1946 es va formar la Federació Internacional de Piragüisme (ICF), que governa aquest esport. Els primers Campionats del Món de piragüisme i d'eslàlom es van celebrar l'any 1949 a Suïssa. De 1949 a 1999, els campionats es van celebrar cada any senar i s'han celebrat anualment en anys no olímpics d'estiu des de 2002. Els caiacs plegables es van utilitzar des del 1949 fins al 1963; i a principis dels anys 60, els vaixells es feien amb fibra de vidre i niló. Els vaixells eren pesats, normalment més de 14 quilos. Amb l'arribada del kevlar i la fibra de carboni a la dècada de 1970, l'ICF va reduir l'amplada dels vaixells i el seu volum es va reduir per poder passar les portes, de manera que s'han tornat molt més lleugers i ràpids.
Del 1949 al 1977 es van celebrar tots els Campionats del Món a Europa. El primer Campionat del Món celebrat a Amèrica del Nord es va celebrar a Jonquière, al Quebec, Canadà, l'any 1979. És un esport olímpic habitual des de 1992.
Els homes de canoa doble (C2) van perdre la seva condició d'esdeveniment olímpic per ser substituïts per les dones de canoa individual (C1), a partir del 2021 a Tòquio.